# Randy Brecker

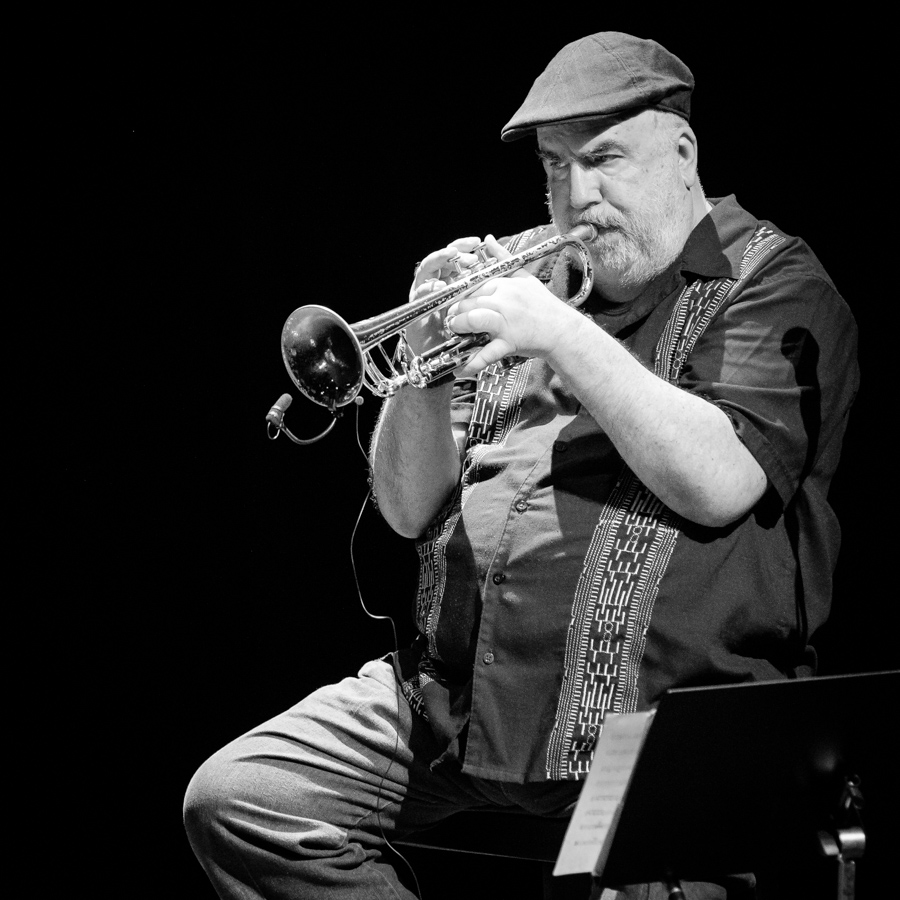
Randy Brecker in Kongsberg (2018). Bild: Tore Sætre.

Randal Edward „Randy“ Brecker (* 27. November 1945 in Philadelphia, Pennsylvania) ist ein US-amerikanischer Jazzmusiker (Trompete, Flügelhorn). Er ist ein  Künstler in den Genres Jazz, Rock und R&B.

## Leben und Wirken
Nach der Schulzeit studierte Brecker an der Indiana University in Bloomington klassische Trompete. 1966 ging er nach New York und arbeitete 1968 unter anderem in der Big Band von Clark Terry. Er spielte 1970 mit Horace Silver, Stevie Wonder, Janis Joplin und Art Blakey.
Randy Brecker war 1967 Gründungsmitglied der Rock-Jazz-Band Blood, Sweat & Tears sowie 1973 von Larry Coryells bahnbrechender Fusion-Band The Eleventh House.
Zusammen mit seinem im Januar 2007 verstorbenen jüngeren Bruder Michael, Jerry Dodgion, Larry Coryell, Hal Galper, Eddie Gomez, Mickey Roker u. a. entstand Anfang 1969 sein erstes Album Score für das Label Blue Note.
1973 spielte er im Juli zusammen mit seinem Bruder auf der US-Tour der französischen Zeuhl-Band Magma. Mit Michael Brecker gründete er 1975 die Brecker Brothers, deren erstes Album für vier Grammys nominiert wurde. Die Brüder spielten im Dezember 1976 mit Frank Zappa im New Yorker Palladium, festgehalten auf dessen legendärem Album Zappa in New York sowie Nachfolgealben. Neben unzähligen Studioprojekten war er auch 1971/2 Mitglied der Jazz-Rock Gruppe Dreams (mit John Abercrombie, Billy Cobham und anderen). 1977 gründete er mit seinem Bruder Michael den Jazzclub Seventh Avenue South. Mit Michael Brecker trat er mit Hal Galper auf (Live at the Berlin Philharmonic 1977); außerdem unterstützte er 1978 Melanie Safka bei ihrem Album Phonogenetic. Not Another Pretty Face.
Nachdem die Brecker Brothers 1982 auseinandergingen, tourte er als Mitglied von Jaco Pastorius’ Word of Mouth Big Band. Kurz danach lernte Randy Brecker seine erste Ehefrau, die brasilianische Jazzpianistin Eliane Elias, kennen. Mit ihr spielte er in den nächsten Jahren viel zusammen und nahm mit ihr ein Album mit dem Namen ihrer gemeinsamen Tochter Amanda auf.
1989 trat er mit Eric Clapton in der eine Woche ausverkauften Royal Albert Hall auf. 1992 formierten die Gebrüder Brecker ihre Band neu. Zwei Jahre später nahmen sie „Out of the Loop“ auf, für das sie zwei Grammys erhielten. Anschließend spielten sie als erste zeitgenössische Jazzband in der Volksrepublik China vor ausverkauften Häusern in Peking und Shanghai. Mit seinem Bruder veröffentlichte er 1999 die CD „Priceless Jazz“, die aber weniger erfolgreich war.
Im Sommer 2001 unternahm Randy zusammen mit seinem Bruder Michael eine Europatournee mit einer Akustik-Version der Brecker Brothers, vorwiegend mit Titeln der CD Hangin’ in the City. Zusammen mit seinem Bruder und Leslie Mandoki mit Mandoki Soulmates veröffentlichte er 2002 und 2003 zwei Alben.
Seine  CD 34th N Lex, veröffentlicht im April 2003, enthält elf neue Randy-Brecker-Kompositionen und Arrangements; das mit der „Dream Horn Section“ David Sanborn, Michael Brecker, Fred Wesley und Ronnie Cuber, zusammen mit Breckers regulärer Band und seiner  Frau, der italienischen Tenor-Saxophonistin Ada Rovatti eingespielte, wurde als bestes zeitgenössisches Jazzalbum mit einem Grammy ausgezeichnet.
Er spielte mit Billy Cobham, Bruce Springsteen, Charles Mingus und in der Mingus Big Band (Gunslinging Birds 1994) sowie mit Horace Silver, Frank Zappa, Parliament, Jaco Pastorius. In den letzten Jahren ging er mehrfach mit Mike Stern auf Tournee.
2012 entstand in Zusammenarbeit mit dem polnischen Musiker und Komponisten Włodek Pawlik und Philharmonikern der Stadt Kalisz das im Folgejahr veröffentlichte Album Night in Calisia; dieses wurde 2014 mit einem Grammy Award ausgezeichnet. Für den Titel Sozinho (auf dem Album Rocks, 2018) erhielt er Anfang 2020 den Preis für das beste Jazz-Solo.

## Diskografische Hinweise
- Score (Blue Note, 1969)[5]
- In the Idiom (1986)
- Live at Sweet Basil (1988)
- Into the Sun (Concord, 1995)
- Some Skunk Funk (BHM, mit der WDR Big Band Köln & Michael Brecker, 2003)
- Randy Brecker Rocks (Jazzline Records, 2019, mit der NDR Bigband)
- Double Dealin' (mit Eric Marienthal, 2020)